# Naturdenkmal Strasse
Das Naturdenkmal Strasse befindet sich in der Parzelle Hollagaß in der Gemeinde Damüls im Bregenzerwald, Vorarlberg, Österreich. Es handelt sich bei diesem Naturdenkmal um einen markanten Felseinschnitt, welcher den Eindruck einer historischen, inzwischen aufgegebenen, stark verwachsenen Straße erweckt.

## Lage
Die Parzelle Hollagaß und dieses Naturdenkmal Strasse befinden sich am östlichen Ende der Gemeinde Damüls, rund 150 Meter oberhalb der Alpe Brand (auch: Brandalpe) auf etwa 1650 m ü. A. Zur Gemeindegrenze von Au sind es rund 800 Meter Luftlinie, zu der von Fontanella etwa 1100 Meter.

## Entstehung
Dieses Naturdenkmal entstand aus einem natürlichen Felsabriss im Flyschgestein, bei dem die verfalteten, tonigen Sandsteine zwar in Richtung Tal abgeglitten, aber nicht überwiegend in Richtung Tal abgegangen sind. Dieser Felsabriss ist an diese Stelle hängen geblieben und hat das Naturdenkmal geschaffen.